# Borore
Borore är en ort och kommun i provinsen Nuoro i regionen Sardinien i sydvästra Italien. Kommunen hade 2 079 invånare (2017).